# Steve Rash
Steve Rash est un réalisateur américain.

## Filmographie
- 1978 : The Buddy Holly Story
- 1981 : Under the Rainbow
- 1986 : Vanishing America (vidéo)
- 1987 : L'Amour ne s'achète pas (Can't Buy Me Love)
- 1991 : Queens Logic
- 1993 : L'Apprenti fermier (Son in Law)
- 1996 : Eddie
- 1999 : Held Up (en)
- 2001 : Le Courtier du cœur (Good Advice)
- 2004 : Zenon: Z3 (TV)
- 2005 : American Pie: No Limit! (American Pie Presents Band Camp) (vidéo)
- 2006 : American Girls 3 (Bring It On: All Or Nothing) (vidéo)